# A48(M)
A48(M) är en motorväg i Storbritannien. Detta är en kortare motorväg som utgår från motorvägen M4 och går in mot centrala Cardiff i Wales. Detta är en viktig anslutning mellan det centrala Cardiff och den längre motorvägen M4. Denna motorväg öppnades 1977.